# Proclamation de l'indépendance de la république démocratique du Vietnam
L'indépendance de la république démocratique du Vietnam est proclamée le 2 septembre 1945 par Ho Chi Minh au terme de la révolution d'Août, et lue en public au jardin fleuri de Ba Dinh aujourd'hui la place Ba Dinh à Hanoï. 
Elle a été largement reprise et lue à cette époque par les Vietnamiens et elle est considérée comme la troisième déclaration d'indépendance du Viêt Nam (vi), après le poème Nam Quoc Son Ha au XIe siècle et le grand renard de Binh Ngo écrit par Nguyên Trai en 1428.

## Histoire
Le Viêt Nam devient une colonie française à la fin du XIXe siècle dans le cadre de l'Indochine française.
Pendant la Seconde Guerre mondiale, le Viêt Nam est occupé par le Japon. Pendant cette période, le Viet Minh mène une guérilla contre les Japonais et, dans une certaine mesure, est soutenu par les États-Unis en 1945 via le Bureau des services stratégiques.
Le 22 août 1945, l'agent du Bureau des services stratégiques Archimède Patti, qui avait rencontré Ho Chi Minh dans le sud de la Chine, arrive à Hanoï en mission humanitaire pour faire libérer les prisonniers de guerre alliés; il est accompagné du fonctionnaire français Jean Sainteny.
L'Armée impériale japonaise se rend de manière informelle (la capitulation officielle a lieu le 2 septembre 1945 dans la baie de Tokyo) mais est la seule force capable de maintenir la loi et l'ordre et reste donc au pouvoir, tout en maintenant en détention les troupes françaises. 
Les japonais permettent au Việt Minh et à d'autres groupes nationalistes de prendre le contrôle des bâtiments publics et des armes sans y opposer de résistance, ce qui a déclenché la révolution d'Août. 
Le matin du 26 août 1945, au n°48 rue Hàng Ngang à Hanoï, le président Hồ Chí Minh convoque et préside la réunion du Parti communiste vietnamien,
. 
Parmi les prises de décisions lors de cette réunion, le Comité permanent se prépare à l'unanimité à proclamer l'indépendance et organise une grande réunion à Hanoï pour que le gouvernement provisoire se présente au peuple.

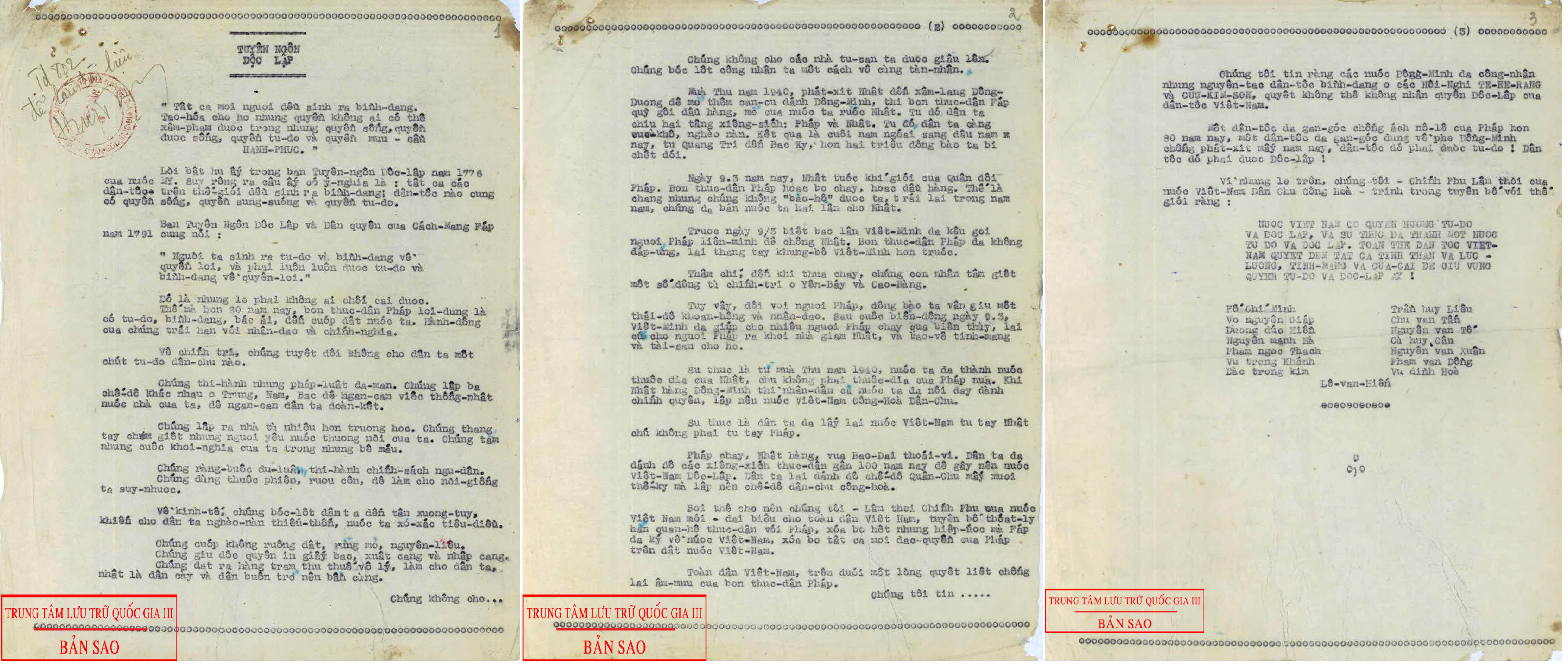
Copie du texte original de la déclaration d'indépendance du Vietnam.

Le 30 août 1945, Ho invite plusieurs personnes à apporter leurs idées à sa proclamation d'indépendance. 
En fin août, les officiers du Bureau des services stratégiques le rencontrent à plusieurs reprises et d'autres cadres du Viet Minh, et Archimède Patti affirme avoir écouté Hồ Chí Minh lui lire un projet de proclamation qui, selon lui, ressemblait beaucoup à la Déclaration d'indépendance américaine. 
Le 2 septembre 1945, Hồ Chí Minh lit la Proclamation lors d'une réunion publique devant des milliers de personnes sur l'actuelle place Ba Đình et annonce la naissance de la république démocratique du Viêt Nam et l'indépendance du pays de la France.

## Texte de la déclaration
| « Tous les hommes naissent égaux. Le Créateur nous a donné des droits inviolables, le droit de vivre, le droit d'être libre et le droit de réaliser notre bonheur » Cette parole immortelle est tirée de la Déclaration d'indépendance des États-Unis d'Amérique en 1776. Prise dans un sens plus large, cette phrase signifie : Tous les peuples sur la terre sont nés égaux ; tous les peuples ont le droit de vivre, d'être heureux, d'être libres. La Déclaration des droits de l'homme et du citoyen de la Révolution française de 1791 proclame également « Les hommes naissent et demeurent libres et égaux en droits. » Ce sont là des vérités indéniables. Et pourtant, pendant plus de quatre-vingts années, les colonialistes français, abusant du drapeau de la liberté, de l'égalité, de la fraternité, ont violé notre terre et opprimé nos compatriotes. Leurs actes vont directement à l'encontre des idéaux d'humanité et de justice. Dans le domaine politique, ils nous ont privés de toutes les libertés. Ils nous ont imposé des lois inhumaines. Ils ont constitué trois régimes politiques différents dans le Nord, le Centre et le Sud du Vietnam pour détruire notre unité nationale et empêcher l'union de notre peuple. Ils ont édifié plus de prisons que d'écoles. Ils ont sévi sans merci contre nos patriotes. Ils ont noyé nos révolutions dans des fleuves de sang. Ils ont jugulé l'opinion publique et pratiqué une politique d'obscurantisme. Ils nous ont imposé l'usage de l'opium et de l'alcool pour affaiblir notre race. Dans le domaine économique, ils nous ont exploité jusqu'à la moelle, ils ont réduit notre peuple à la plus noire misère et saccagé impitoyablement notre pays. Ils ont spolié nos rizières, nos forêts, nos mines, nos matières premières. Ils ont détenu le privilège d'émission des billets de banque et le monopole du commerce extérieur. Ils ont inventé des centaines d'impôts injustifiables, acculé nos compatriotes, surtout les paysans et les commerçants, à l'extrême pauvreté. Ils ont empêché notre bourgeoisie nationale de prospérer. Ils ont exploité nos ouvriers de la manière la plus barbare. En automne 1940, quand les fascistes japonais, en vue de combattre les Alliés, ont envahi l'Indochine pour organiser de nouvelles bases de guerre, les colonialistes français se sont rendus à genoux pour leur livrer notre pays. Depuis, notre peuple sous le double joug japonais et français a été saigné littéralement. Le résultat a été terrifiant. Dans les derniers mois de l'année passée et le début de cette année, du Quang Tri au Nord Vietnam, plus de deux millions de nos compatriotes sont morts de faim. Le 9 mars dernier, les Japonais désarmèrent les troupes françaises. Les colonialistes français se sont enfuis ou se sont rendus. Ainsi, bien loin de nous « protéger », en l'espace de cinq ans, ils ont par deux fois vendu notre pays aux Japonais. Avant le 9 mars, à plusieurs reprises, la Ligue Viet Minh a invité les Français à se joindre à elle pour lutter contre les Japonais. Les colonialistes français, au lieu de répondre à cet appel, ont sévi de plus belle contre les partisans du Viet Minh. Lors de leur débandade, ils sont allés jusqu'à assassiner un grand nombre de prisonniers politiques incarcérés à Yen Bai et à Cao Bang. Malgré tout cela, nos compatriotes ont continué à garder à l'égard des Français une attitude clémente et humaine. Après les événements du 9 mars, la Ligue Viet Minh a aidé de nombreux Français à passer la frontière, en a sauvé d'autres des prisons nippones et a protégé la vie et les biens de tous les Français. En fait, depuis l'automne de 1940, notre pays a cessé d'être une colonie française pour devenir une possession nippone. Après la reddition des Japonais, notre peuple tout entier s'est dressé pour reconquérir sa souveraineté nationale et a fondé la république démocratique du Vietnam. La vérité est que notre peuple a repris son indépendance des mains des Japonais et non de celles des Français. Les Français s'enfuient, les Japonais se rendent, l'empereur Bao Dai abdique. Notre peuple a brisé toutes les chaînes qui ont pesé sur nous durant près d'un siècle, pour faire de notre Vietnam un pays indépendant. Notre peuple a, du même coup, renversé le régime monarchique établi depuis des dizaines de siècles, pour fonder la République démocratique. Pour ces raisons, nous, membres du Gouvernement provisoire, déclarons, au nom du peuple du Vietnam tout entier, nous affranchir complètement de tout rapport colonial avec la France impérialiste, annuler tous les traités que la France a signés au sujet du Vietnam, abolir tous les privilèges que les Français se sont arrogés sur notre territoire. Tout le peuple du Vietnam, animé d'une même volonté, est déterminé à lutter jusqu'au bout contre toute tentative d'agression de la part des colonialistes français. Nous sommes convaincus que les Alliés, qui ont reconnu les principes de l'égalité des peuples aux conférences de Téhéran et de San Francisco ne peuvent pas ne pas reconnaître l'indépendance du Vietnam. Un peuple qui s'est obstinément opposé à la domination française pendant plus de quatre-vingts ans, un peuple qui, durant ces dernières années, s'est résolument rangé du côté des Alliés pour lutter contre le fascisme, ce peuple a le droit d'être libre, ce peuple a le droit d'être indépendant. Pour ces raisons, nous, membres du Gouvernement provisoire de la république démocratique du Vietnam, proclamons solennellement au monde entier : Le Vietnam a le droit d'être libre et indépendant et, en fait, est devenu un pays libre et indépendant. Tout le peuple du Vietnam est décidé à mobiliser toues ses forces spirituelles et matérielles, à sacrifier sa vie et ses biens pour garder son droit à la liberté et à l'indépendance. Hanoi, le 2 septembre 1945. Ho Chi Minh, président. |